# Comuna Solomna, Volociîsk
Solomna (în ucraineană Соломна) este o comună în raionul Volociîsk, regiunea Hmelnîțkîi, Ucraina, formată din satele Hreceana, Rațiborivka și Solomna (reședința).

## Demografie
Componența lingvistică a comunei Solomna
     Ucraineană (99,41%)
     Alte limbi (0,58%)
Conform recensământului din 2001, majoritatea populației comunei Solomna era vorbitoare de ucraineană (99,41%), existând în minoritate și vorbitori de alte limbi.